# Петлева ізотермічна ампліфікація
Петлева ізотермічна ампліфікація (Loop mediated isothermal amplification, LAMP) – це метод ампліфікації ДНК в одній пробірці. LAMP дозволяє проводити молекулярну діагностику істотно швидше і дешевше порівняно з ПЛР. Для детекції РНК-вірусів LAMP можна поєднувати з етапом зворотної транскрипції.
LAMP – ізотермічний метод ампліфікації нуклеїнових кислот. На відміну від ПЛР він не вимагає постійної зміни температурних циклів, реакція протікає при постійній температурі, що забезпечує високу ефективність ампліфікації (ДНК ампліфікується 109-1010 разів за 15-60 хвилин). Незмінна температура також дозволяє уникнути необхідності використання ампліфікаторів.
Метод було розроблено японськими дослідниками у 2000 році.

## Методика

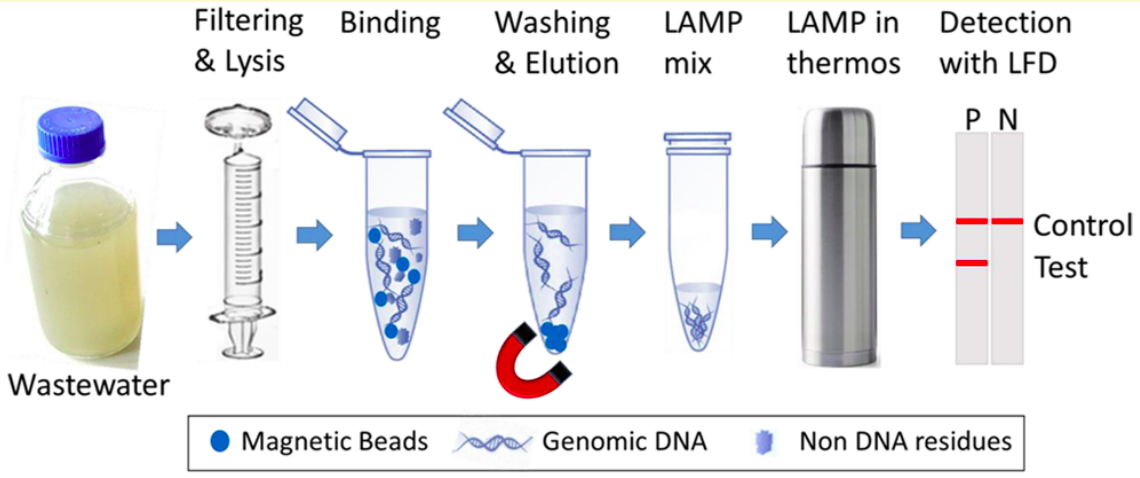
Схема LAMP біомаркерів нуклеїнових кислот з сирих неочищених зразків стічних вод для швидкого кількісного визначення специфічної для людини мітохондріальної ДНК (мтДНК).

Петлева ізотермічна ампліфікація характеризується використанням двох (або трьох) пар праймерів, спеціально розроблених для розпізнавання шести (або восьми) різних цільових послідовностей. Реакція ампліфікації протікає при постійній температурі 60-65 оС. Ампліфікацію проводять в один етап шляхом інкубації суміші ДНК, праймерів, нуклеотидів та ДНК-полімерази, що здатна витісняти ланцюг ДНК, при постійній температурі. Усе це забезпечує високу специфічність та ефективність ампліфікації (ДНК ампліфікується 109-1010 разів за 15-60 хвилин).
Як правило, використовують 4 різних праймери, які розпізнають 6 нуклеотидних послідовностей на цільовому гені. Додаткова пара «петельних праймерів» може ще більше прискорити реакцію. Кількість ДНК, що утворюється в LAMP, значно перевищує ампліфікацію на основі ПЛР.
Продукт ампліфікації виявляють за допомогою гель-електрофорезу, фотометрії або вимірюючи помутніння розчину, спричинене накопиченням осаду пірофосфату магнію. Останні дві методики дозволяють легко візуалізувати продукт ампліфікації неозброєним оком або за допомогою простих фотометричних підходів. В результаті реакції відбувається експоненціальне накопичення продукту ампліфікації і пірофосфату. Оскільки до складу реакційної суміші входить сульфат магнію, утворюється нерозчинний пірофосфат магнію, що дозволяє візуалізувати результати за появою білого осаду:
```

  

    

      

        

          

            
(

            
DNA

            
)

          

          
n

          

            
−

          

          
1

          

          
+

          
dNTP

          
⟶

          

            
(

            
DNA

            
)

          

          
n

          
+

          

            
P

            

              
2

            

            

              

            

          

          

            
O

            

              
7

            

            

              
4

              
−

            

          

        

      

    

    
{\displaystyle {\ce {(DNA)n-1 + dNTP -> (DNA)n + P2O7^4-}}}

  

```

```
 

  

    

      

        

          

            
P

            

              
2

            

            

              

            

          

          

            
O

            

              
7

            

            

              
4

              
−

            

          

          
+

          
2

          

          

            
Mg

            

              
2

              
+

            

          

          
⟶

          

            
Mg

            

              
2

            

            

              

            

          

          

            
P

            

              
2

            

            

              

            

          

          

            
O

            

              
7

            

            

              

            

          

        

      

    

    
{\displaystyle {\ce {P2O7^4- + 2Mg^2+ -> Mg2P2O7}}}

  

```

Іншим методом детекції результатів ампліфікації по супутній зміні концентрації магнію є використання метал-чутливих індикаторів, які змінюють колір від темно-жовтого до жовтого (кальцеїн), від темно-синього до синього (гідроксинафтол синій) або від темно-синього до світло-синього (малахітовий зелений). У випадку використання кальцеїну до початку реакції молекули індикатора зв’язані з манганом, внаслідок чого відбувається гасіння флюоресценції. Після початку ампліфікації манган зв’язується з новоутвореним пірофосфатом і кальцеїн починає флуоресціювати. Зв’язування кальцеїну з магнієм підвищує флуоресцентний сигнал. Реакцію також можна прослідкувати в режимі реального часу шляхом вимірювання помутніння або реєстрації флуоресценції, застосовуючи інтеркалюючі барвники, такі як SYBR Green, бромистий етидій, picogreen, пропідіум йодид та ін. Молекули барвника інтеркалюють або безпосередньо мітять ДНК і можуть бути співвіднесені з кількістю копій, наявних у початковій суміші. Отже, LAMP також може бути кількісним методом.

## Дизайн праймерів
Розробляють 4 типи праймерів (дві пари - зовнішні та внутрішні праймери), які розпізнають 6 послідовностей цільового гена: F3c, F2c і F1c регіони на 3‘-кінці та B1, B2 і B3 регіони на 5‘-кінці. Внутрішній прямий праймер складається з F2 регіону (на 3‘-кінці), комплементарного до F2c регіону, і такої ж послідовності як в F1c регіоні на 5‘-кінці. Внутрішній зворотній праймер складається з B2 регіону (на 3‘-кінці), комплементарного до B2c регіону, і такої ж послідовності як в B1c регіоні на 5‘-кінці. Зовнішній прямий праймер складається з F3 регіону, комплементарного до F3c регіону, а зовнішній зворотній містить В3 регіон, комплементарний до В3c регіону.
Як правило, співвідношення внутрішніх праймерів до зовнішніх складає від 4:1 до 8:1.

## Механізм LAMP-реакції
Реакція петлевої ізотермічної ампліфікації каталізується специфічною ДНК-полімеразою, здатною витісняти один з ланцюгів ДНК, та включає два етапи: утворення петлевої структури та стадію циклічної ампліфікації. На першому етапі використовують усі чотири праймери, а на другому – тільки внутрішні. Продуктом реакції є ДНК, яка утворює петлеві структури, з різними інвертованими цільовими повторами.
При температурі реакції в діапазоні 60-65 °С фрагмент F2 внутрішнього праймера приєднується до матриці (матрична ДНК при цьому не денатурована), активізується полімераза і починається елонгація ланцюга. Далі праймер F3 гібридизується з областю F3c цільової ДНК і ініціює синтез ДНК, що витісняє ланцюг. В результаті вивільняється одноланцюгова ДНК, на якій гібрідізований внутрішній праймер FIP, і за рахунок комплементарності вільного фрагмента F1c і ділянки F1 матриці формується петля. Далі за участю праймерів BIP і В3 відбувається утворення петлі з 3'-кінця одноланцюжкового фрагмента з формуванням гантелеподібної структури.
На другому етапі працюють лише внутрішні праймери. Відбувається елонгація і зміщення ланцюгів, внаслідок чого утворюються петлеві структури ДНК.

## Застосування та переваги
LAMP – це відносно новий метод ампліфікації ДНК, який завдяки своїй простоті, швидкості та низькій вартості може забезпечити значні переваги за певних обставин. LAMP можна використовувати як простий скринінг-аналіз у польових умовах. Оскільки реакція протікає в ізотермічних умовах, що знімає необхідність використання дорогих ампліфікаторів, LAMP може бути корисним методом діагностики інфекційних захворювань у країнах з низьким та середнім рівнем достатку. Петлева ізотермічна ампліфікація широко вивчається для виявлення інфекційних захворювань, таких як туберкульоз, малярія та сонна хвороба.
Порівняно з ПЛР петлева ізотермічна ампліфікація більш стійка до інгібіторів у складних зразках (таких як кров), ймовірно, через використання іншої ДНК-полімерази (переважно застосовують Bst – Bacillus stearothermophilus – ДНК-полімеразу, а не Taq полімеразу, як у ПЛР). Декілька звітів описують успішне виявлення патогенів у мінімально оброблених зразках, таких як термічно оброблена кров. Ця особливість LAMP корисна в умовах, при яких звичайне виділення ДНК або РНК перед діагностикою недоцільне.

## Обмеження
LAMP – менш універсальний метод, ніж ПЛР. Його доцільно застосовувати для діагностичних цілей, але цей метод не підходить для клонування генів, секвенування та інших методів молекулярної біології, можливих за допомогою ПЛР.
Дизайн праймерів для LAMP є ускладненим, оскільки для протікання реакції необхідно 4 (або 6) різних праймерів, які розпізнають 6 (або 8) послідовностей цільової ДНК, що значно обмежує вибір цільового сайту. Крім того, велика кількість праймерів збільшує ймовірність неспецифічних взаємодій.
Методики мультиплексної LAMP менш розвинені, ніж мультиплексної ПЛР. Продукт LAMP являє собою серію конкатемерів цільової області, що спричиняє появу характерної "драбини" на гелі, а не окремої смуги, як при ПЛР. Це не створює проблем при визначенні одиночної мішені, однак така особливість унеможливлює мультиплексний аналіз, при якому ідентифікація мішені підтверджується розміром смуги на гелі. Мультиплексування в LAMP було досягнуто шляхом вибору цільової області з сайтом рестрикції та розрізанням ДНК перед нанесенням на гель, таким чином, щоб кожен продукт давав чіткий розмір фрагмента, хоча такий підхід ускладнює схему експерименту і протокол.